# Walentin Sidorkin
Walentin Sidorkin (ur. 1909) – kontradmirał, zastępca dowódcy Marynarki Wojennej do spraw administracyjno-technicznych do 1954.
Jako oficer radziecki skierowany do lWP w 1950 roku, uzyskał awans admiralski i powrócił do ZSRR.